# 코냑

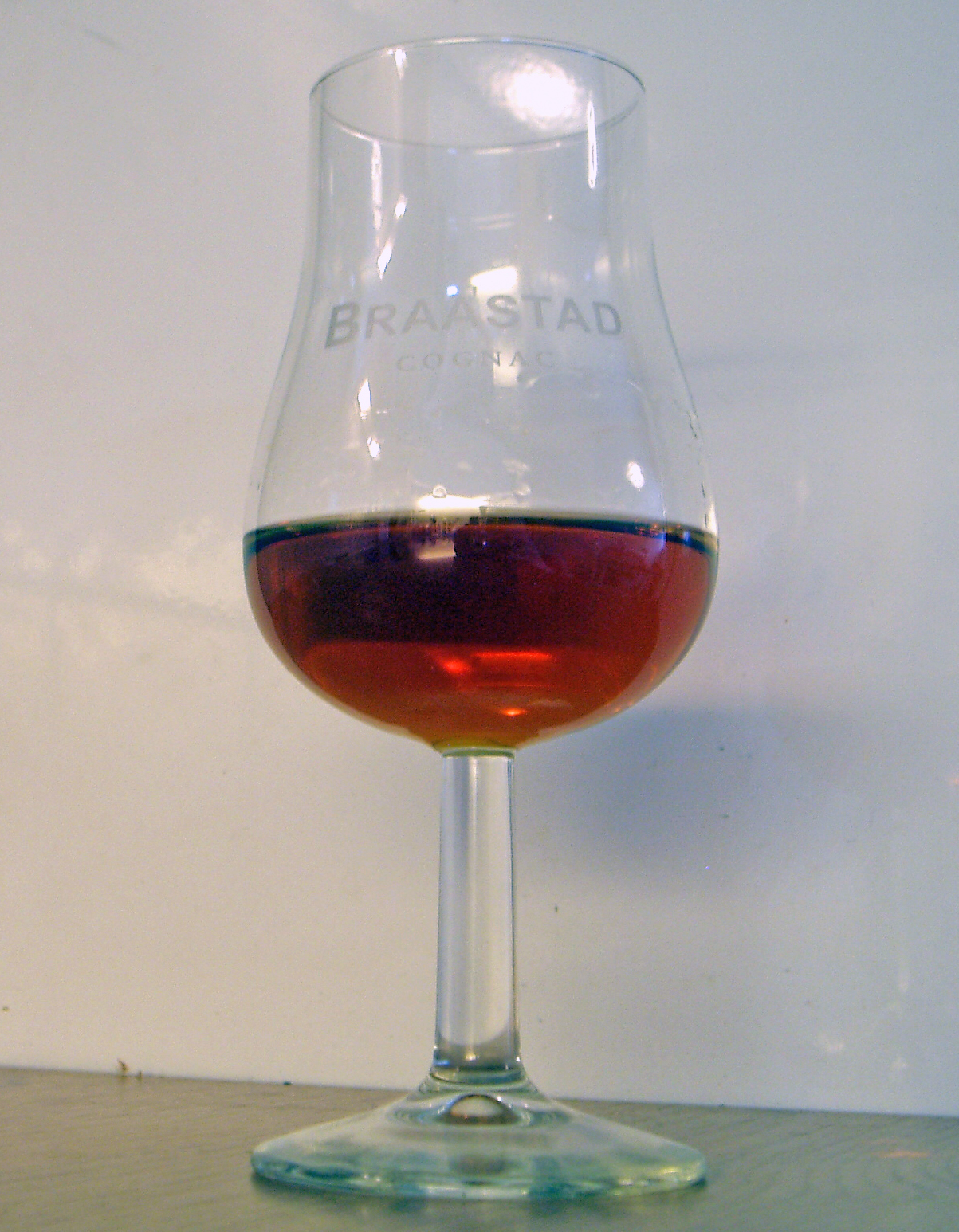
코냑

오드비 드 뱅 드 코냑(프랑스어: Eau-de-vie de vin de Cognac)의 준말인 코냑(프랑스어: Cognac, 문화어: 꼬냐크)은 프랑스의 코냐크 시의 이름을 딴 술인데, 코냐크 시의 근방에서 생산되는 브랜디의 일종이다. 코냐크 지방 특산의 청포도로 담근 술을 증류하여 나무통에 묵혀 다시 담근 술로 18년 이상 묵은 코냑은 나폴레옹 코냑이라 부른다.

## 생산 과정
꼬냑은 브랜디의 일종으로 증류 후 숙성 과정을 거쳐 오드비라고도 불린다. 지정된 재배 지역에서 재배된 포도로 만든 와인을 두 번 증류하여 생산한다.

### 포도
코냑을 만드는 데 사용되는 화이트 와인은 매우 건조하고 산성이며 묽다. "사실상 마실 수 없다"는 특징이 있지만 증류와 숙성에는 탁월하다.  엄격한 포도 품종 목록을 통해서만 만들 수 있다. 진정한 크뤼(cru) 코냑으로 간주되려면 화이트 와인이 최소 90%의 우니 블랑(Ugni blanc, 이탈리아에서는 트레비아노(Trebbiano)로 알려짐), 폴 블랑쉬(Folle blanche) 및 콜롬바드(Colombard)로 만들어져야 하며, 사용된 포도의 나머지 10%는 폴리냥(Folignan), 쥐랑송 블랑(Jurançon blanc), 멜리에 생 프랑수아(Meslier St-François) (글랑 라메(Blanc Ramé)로도 불림), 셀렉(Sélect), 몽틸(Montils), 세미용(Sémillon)일수도 있다. "크뤼"라는 이름이 붙지 않는 코냑은 허용된 포도 품종에서 더 자유로우며 최소 90% 콜롬바드, 폴 블랑쉬, 쥐랑송 블랑, 멜리에 생 프랑수아, 몽틸, 세미용, 우니 블랑 및 최대 10% 폴리냥, 셀렉이 필요하다.

### 발효 및 증류

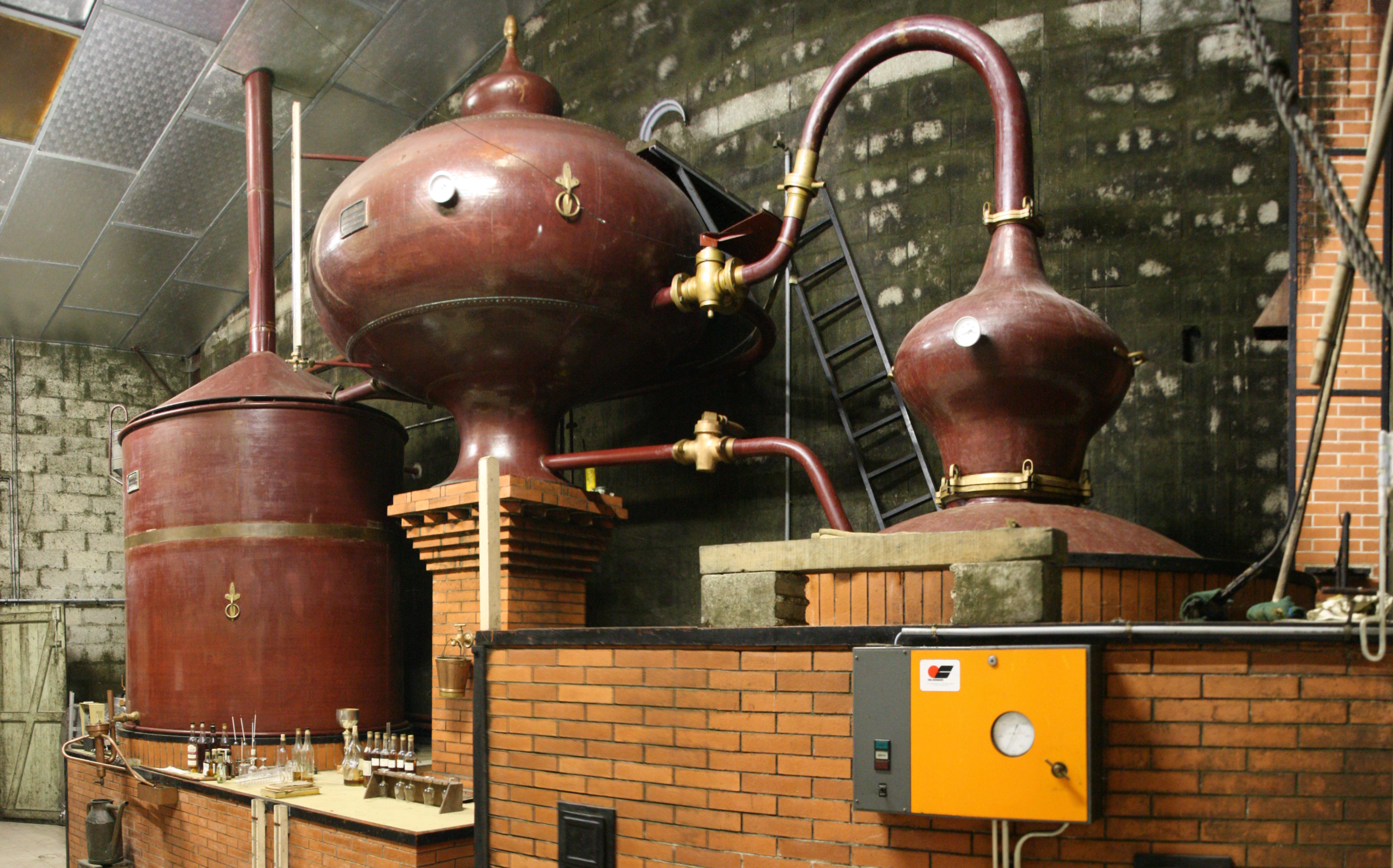
샤랑테형 얼렘빅 코냑 단식증류기

포도를 압착한 후 주스를 2~3주 동안 발효시키며, 이 지역의 토종 야생 효모가 과일 당을 알코올로 전환시킨다. 설탕이나 황을 첨가할 수 없다. 이때 생성되는 와인의 알코올 도수는 약 7~8%이다.
증류는 전통적인 모양의 샤랑테 구리 얼렘빅 증류기에서 이루어지며, 그 디자인과 크기도 법적으로 통제된다. 증류는 두 번 수행해야 하며, 생성된 오드비는 알코올 함량이 약 70%인 무색 증류주이다.

### 숙성
증류가 완료되면 대중에게 판매되기 전 최소 2년 동안 리무쟁산 오크통에서 숙성되어야 한다. 일반적으로 약 70%의 알코올 도수로 통에 넣는다. 코냑은 오크통 및 공기와 상호작용하면서 매년 약 3%의 비율로 증발하며 알코올과 물을 모두 천천히 잃는다(전자는 휘발성이 높기 때문에 더 빠르게). 이 현상을 지역적으로는 "천사의 몫(프랑스어: la part des anges, 영어: the angels' share)"이라고 한다. 오크통에서 10년 이상이 지나면 코냑의 알코올 도수는 부피의 40%로 감소한다. 그런 다음 코냑을 봉본(bonbonne)이라고 불리는 큰 유리병에 옮긴 다음 향후 "블렌딩"을 위해 보관한다. 오크통은 40~50년 후에는 풍미에 더 이상 영향을 주지 않기 때문에 숙성 기간을 연장하는 것은 유익하지 않을 수 있다.

### 블렌딩
코냑의 숙성 기간은 블렌드에 사용된 가장 어린 성분의 숙성 기간으로 계산된다. 블렌드는 일반적으로 연령대가 다르며 (더 크고 상업적인 생산자의 경우) 다양한 지역에서 생산된다. 다양한 오드비를 블렌딩하거나 결합하는 것은 단일 증류소나 포도원의 오드비에 없는 복잡한 풍미를 얻기 위해 중요하다. 각 코냑 하우스에는 증류주 혼합을 담당하는 마스터 테이스터(영어: master taster, 프랑스어: maître de chai)가 있어 회사에서 생산하는 코냑이 일관된 하우스 스타일과 품질을 갖도록 한다. 이 점에서 일관된 브랜드 풍미를 얻기 위해 위스키나 빈티지가 아닌 샴페인을 블렌딩하는 과정과 비슷하다. 기용 Guillon Painturaud와 모와이에(Moyet)와 같은 소수의 생산자는 서로 다른 연령대의 오드비에서 최종 제품을 블렌딩하지 않으므로 정제된 풍미를 생산한다.
코냑 AOC 지역의 수백 개의 포도원은 자체 코냑을 판매한다. 이것 역시 여러 해의 오드비에서 블렌딩되지만, 이들은 단일 포도원 코냑으로, 매년 약간씩 달라지고 생산자의 취향에 따라 달라지므로 잘 알려진 상업용 제품의 예측 가능성이 부족하다. 소규모 생산자는 마케팅 성공 여부에 따라 제품의 더 많은 부분을 개인 구매자, 와인 딜러, 바 및 레스토랑에 판매하고 나머지는 블렌딩을 위해 더 큰 규모의 코냑 하우스에 인수될 수 있다.

## 등급

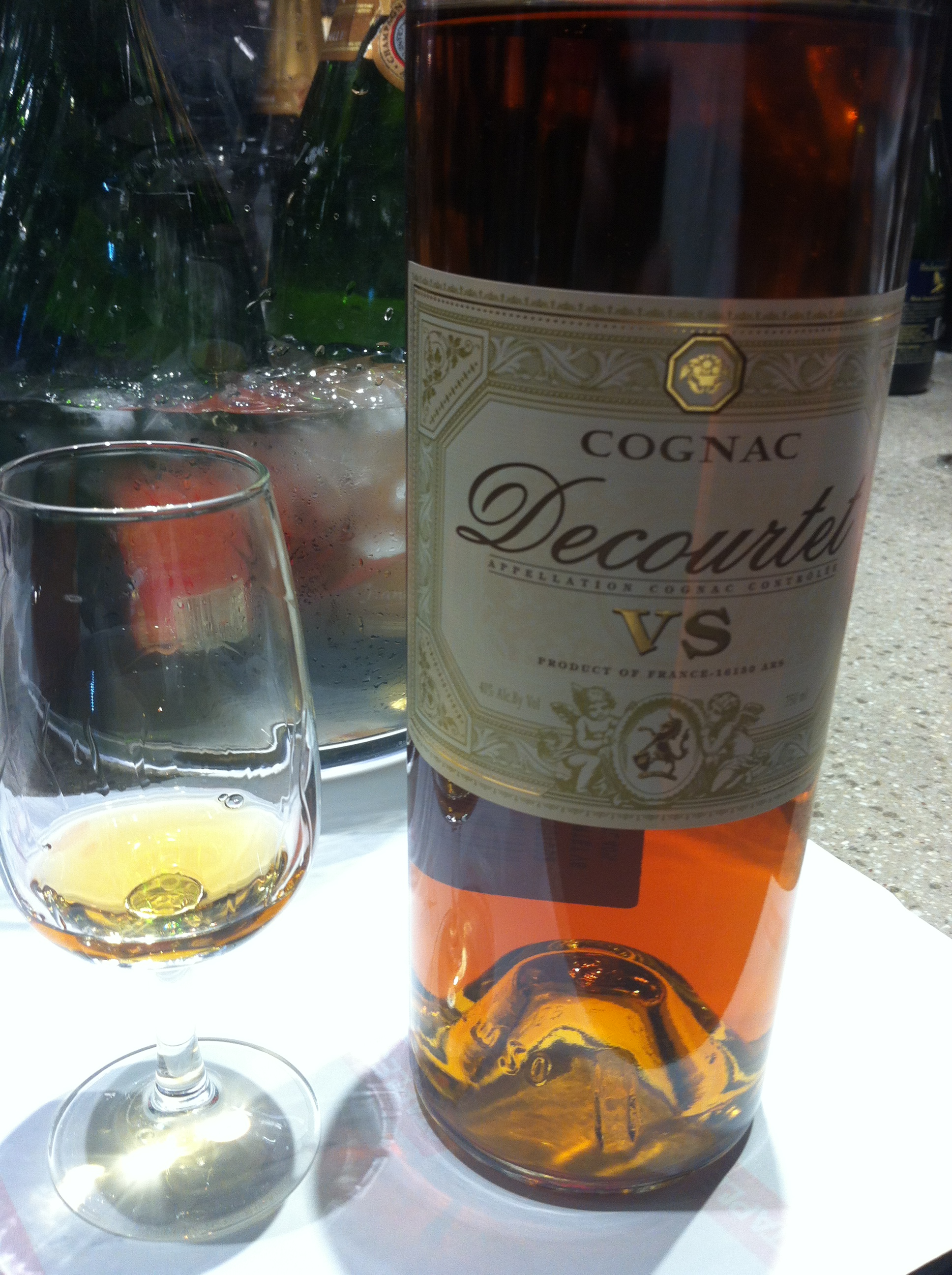
VS(Very Special) 코냑은 최소 2년 동안 통에서 숙성된다.

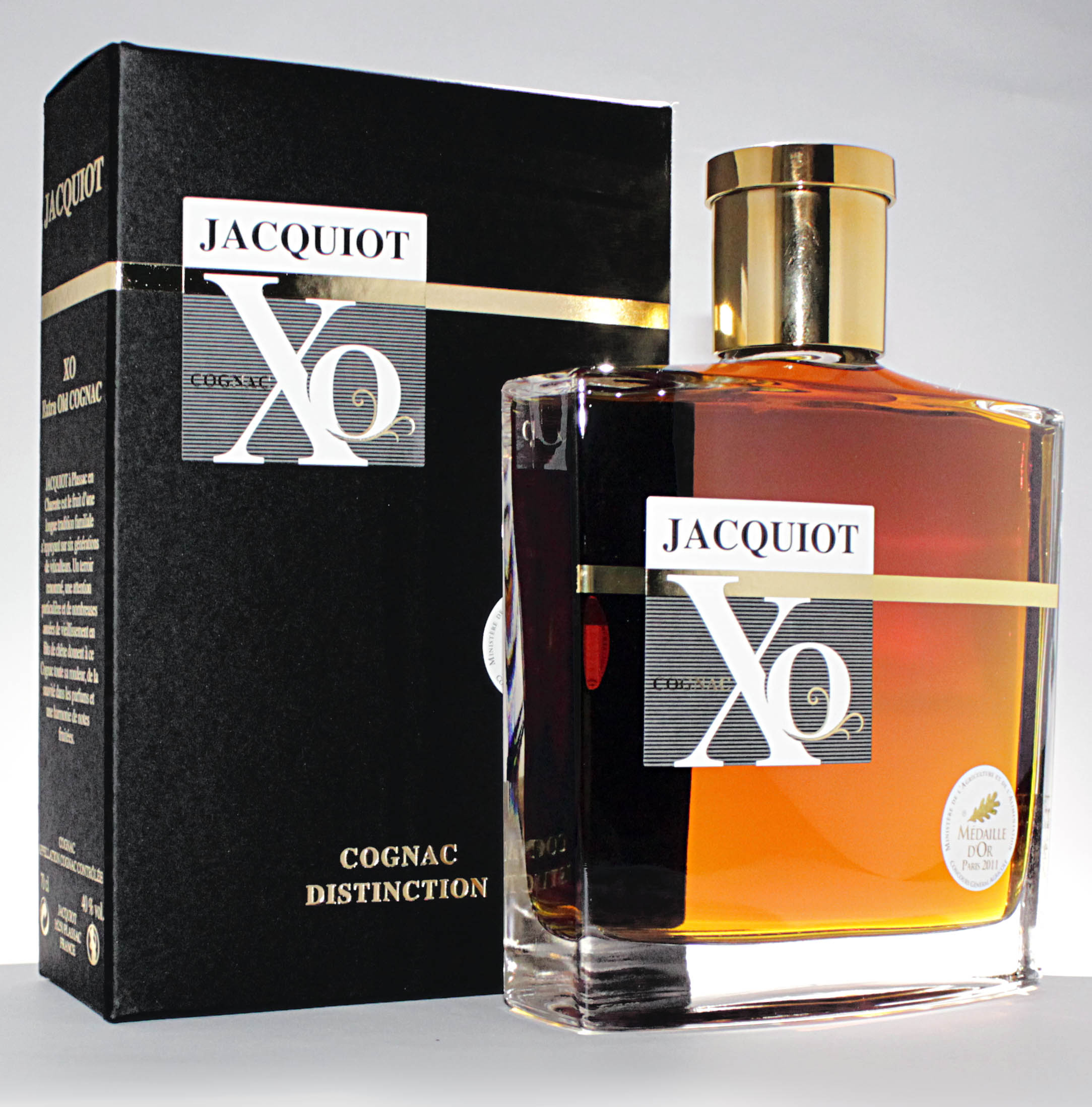
XO(Extra Old)코냑은 최소 10년 동안 숙성된다.

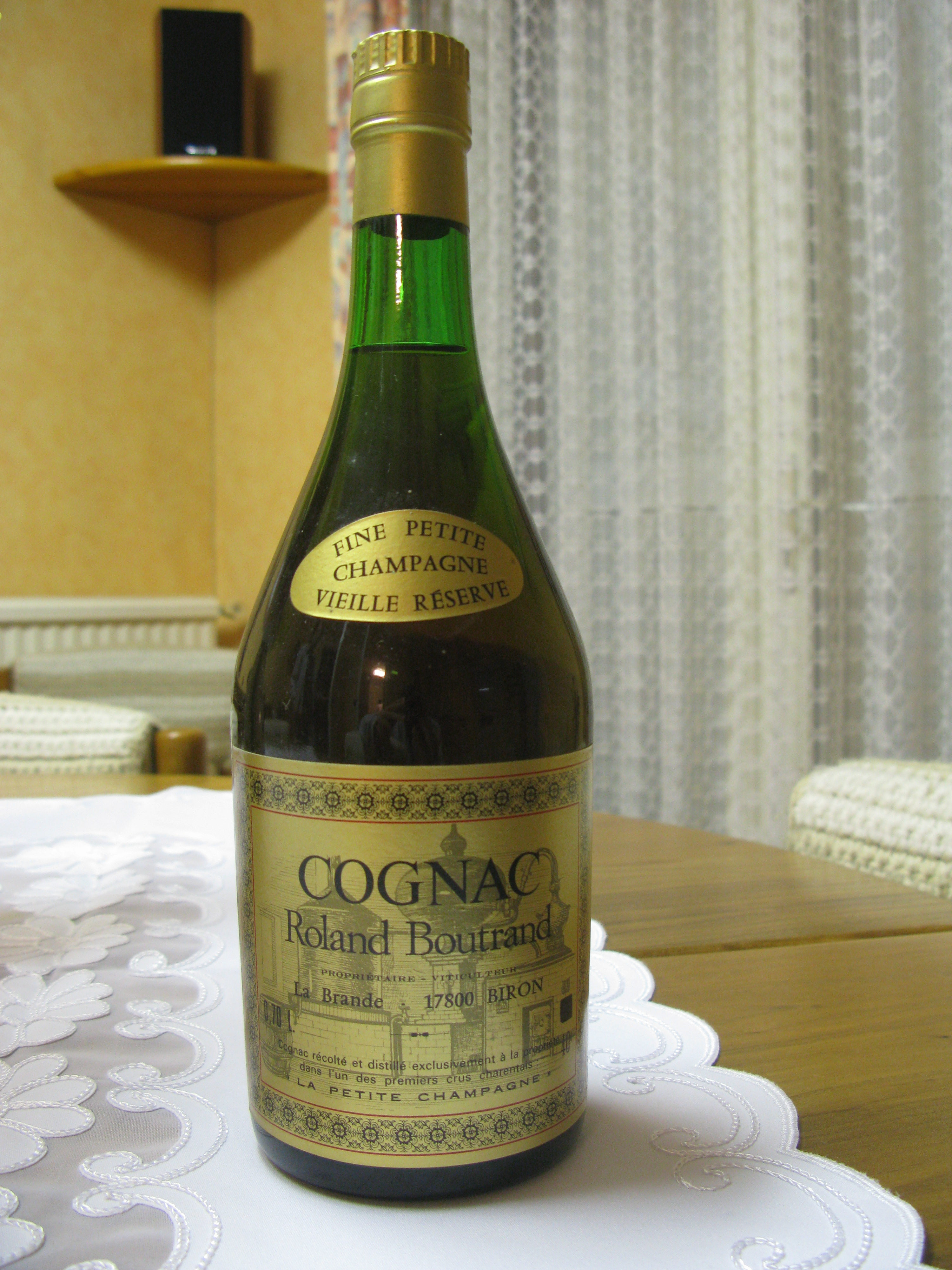
"샹파뉴 코냑"은 프랑스 코냑 지역의 그랑드 샹파뉴와 쁘띠 샹파뉴 구역에서 재배된 포도로 생산됩니다

BNIC(Bureau National Interprofessionnel du Cognac)0에 따르면 코냑의 공식 품질 등급은 다음과 같다:
- V.S. (Very Special) 또는 ✯✯✯ (three stars): 가장 어린 브랜디를 통에서 최소 4년 동안 숙성한 블렌드를 말한다.[8]
- V.S.O.P. (Very Superior Old Pale) 또는 Reserve: 가장 어린 브랜디를 통에서 최소 4년 동안 숙성한 블렌드를 말한다.[8][9]
- Napoléon: 가장 어린 브랜디를 최소 6년 이상 숙성시킨 블렌드를 말한다.[8] 쿠르부아지에의 별명인 "나폴레옹의 코냑"과 혼동해서는 안된다.
- X.O. (Extra Old): X.O. 블렌드에 사용되는 가장 어린 브랜디의 최소 연령은 2018년 4월에 10년으로 늘어났다. 이 규칙은 원래 2016년에 시행될 예정이었으나 재고가 부족하여 연기되었다.[10] 이전에는 비공식적이었던 나폴레옹 명칭은 개정된 X.O. 정의를 충족하지 못하지만 최소 6년 이상의 숙성을 거친 블렌드를 구체적으로 나타내는 데 사용되었다.[11]
- X.X.O. (Extra Extra Old): 는 최소 14년 이상 숙성된 와인 스피릿에 부여되는 특정 표시이다.[12]
- Hors d'âge (Beyond Age): BNIC에서 X.O.와 동일하다고 명시한 명칭이지만 실제로는 생산자가 공식 연령 범위를 넘어 고품질 제품을 마케팅하는 데 이 용어를 사용한다.

등급의 이름은 영어로 되어 있는데 그 까닭은 (특히 18세기) 역사적인 코냑 교역에 기인하며 영국에 상당한 영향을 받았다.

## 생산 지역

코냑 지방 지도

코냑은 또한 포도가 재배되는 엄격하게 정의된 지리적 명칭인 크뤼로 분류된다. 그들의 독특한 토양과 미기후는 특정 위치에 고유한 특성을 지닌 오드비를 생산한다.
- 그랑 샹파뉴(Grande Champagne) (13766 헥타르): 그랑 샹파뉴와 프티 샹파뉴의 토양은 석회암과 백악 위에 얕은 점토-석회암이 섞인 것이 특징이다.[14]
- 프티 샹파뉴(Petite Champagne) (16171 헥타르): 프티 샹파뉴 오드비는 그랑 샹파뉴과 비슷한 특성을 가지고 있다. 그랑 샹파뉴과 프티 샹파뉴 오드비(최소 50% 그랑 샹파뉴 함유)를 혼합하여 만든 코냑은 "파인 샹파뉴(Fine Champagne)"으로 판매될 수 있다.[14]
- 보더리(Borderies) (4160 헥타르) 가장 작은 크뤼(cru). 이 종류의 토양에는 석회암이 분해되어 생기는 점토와 부싯돌이 포함되어 있다.[14]
- 팡부아(Fins Bois) (34265 헥타르) 더 무겁고 더 빨리 숙성되는 오드비는 일부 블렌디드 코냑의 기반을 만드는 데 이상적이다. 이곳의 토양은 주로 붉은 점토-석회암과 매우 돌이 많거나 그렇지 않으면 무거운 점토 토양이다.[14]
- 봉부아(Bons Bois) 및 부아 오르디네르(Bois Ordinaires) (모두 19979 헥타르). 네 개의 중심 성장 지역에서 더 멀리 떨어진 곳에 이 두 개의 성장 지역이 있다. 토양이 더 척박하고 해양성 기후의 영향을 많이 받는 이 지역은 20,000 헥타르이다.
- 부아 아 테르와르(Bois à terroirs): 레부아(Les Bois) (봉부아, 부아 오르디네르, Bois à terroirs)의 토양 모래가 많고 해안 지역과 일부 계곡을 가로지른다.[14]

샹파뉴라고 불리는 코냑 생산 지역은 샹파뉴(샴페인)이라는 이름의 스파클링 와인을 생산하는 와인 지역인 샹파뉴 북동부 지역과 혼동되어서는 안 된다. 하지만 두 지역 모두 공통된 어원을 공유다.

## 기업과 브랜드

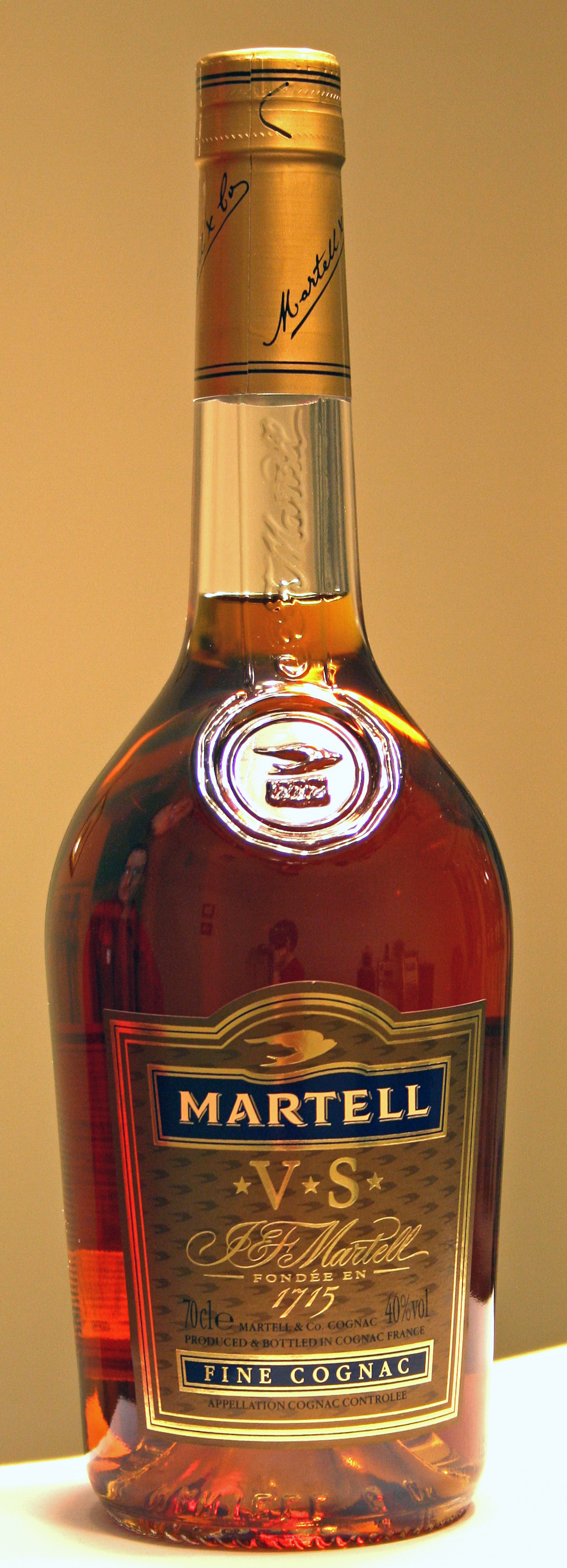
마텔 코냑

200곳에 가까운 코냑 생산자들이 있다. 한 2008년 추산에 따르면 미국 시장의 90% 이상을 차지하는 대부분의 코냑은 4개의 생산 기업으로부터 비롯된다: 크루보아제, 헤네시, 마텔, 레미 마르탱. 코냑에 대한 AOC 기준을 충족하는 다른 브랜드로는 바쉐-가브리엘슨/뒤퓌, 브라스타드, 카뮈, 라퐁텐 드 라 푸야데, 샤토 퐁피노, 데라망, 피에르 페랑, 프라팡, 고티에, 하인, 라뇨 사브랑, 모네, 모예, 오타르드, 뫼코, 코냑 크로이제가 있다.
2017년, 유럽연합과 아르메니아 간에 협정이 체결되어 아르메니아 생산자들은 2043년부터 보호된 지리적 명칭인 "코냑"의 사용을 중단할 예정이다. "코냑"이라는 명칭은 2032년부터 아르메니아 국내 시장에서 금지된다.

## 코냑 기반 칵테일
"IBA"라고 표시된 칵테일은 국제 바텐더 협회에서 IBA 공식 칵테일로 지정했다.
- 브랜디 알렉산더: 코냑, 크렘 드 카카오, 크림을 같은 양으로 섞은 것.(알렉산더라는 이름으로)틀:IBA Official Mini(under the name Alexander)
- 비트윈 더 시트: 코냑, 화이트 럼, 트리플 섹, 신선한 레몬 주스.틀:IBA Official Mini
- 프렌치 커넥션: 코냑과 아마레토 리큐어를 같은 양으로 섞은 것.틀:IBA Official Mini
- 사제락: 코냑, 압생트, 페이쇼 비터, 설탕 한 덩어리.틀:IBA Official Mini
- 사이드카: 전통적으로 코냑, 오렌지 리큐어, 레몬 주스로 만든 것.틀:IBA Official Mini
- 스팅어: 화이트 크렘 드 멘트를 넣은 코냑.틀:IBA Official Mini

## 코냑 기반 리큐어
- 샹보르: 검은색과 붉은색 라즈베리와 마다가스카르 바닐라를 첨가한 코냑으로 만든 리큐어
- 도멘 드 칸통: 코냑 기반 생강 리큐어
- 그랑 마니에르: 코냑과 쓴귤의 증류 에센스로 만든 리큐어
- 피노 데 샤랑트: 샤랑트 지역에서 만든 코냑 오드비와 포도즙으로 구성된 단 아페리티프

## 음식에서 사용
코냑은 음료로 마시는 것 외에도 음식의 향료로도 사용된다. 페이스트리 요리는 종종 코냑과 사과, 건포도, 자두, 바닐라, 초콜릿과 같은 맛을 페어링한다.

## 코냑의 전국 전문직 사무소(BNIC)의 역할
"코냑의 전국 전문직 사무소(Bureau National Interprofessionnel du Cognac, BNIC)는 코냑의 생산, 홍보 및 보호를 감독하는 프랑스 기관이다. BNIC의 주요 책임에는 코냑 생산에 대한 표준을 설정하고 시행하고, 제품의 진위성과 품질을 보장하고, 전 세계적으로 브랜드를 홍보하는 것이 포함된다."

## 같이 보기
- 증류주
- 브랜디
- 와인
- 발효
- 랑그독